# 이코마 마사토시

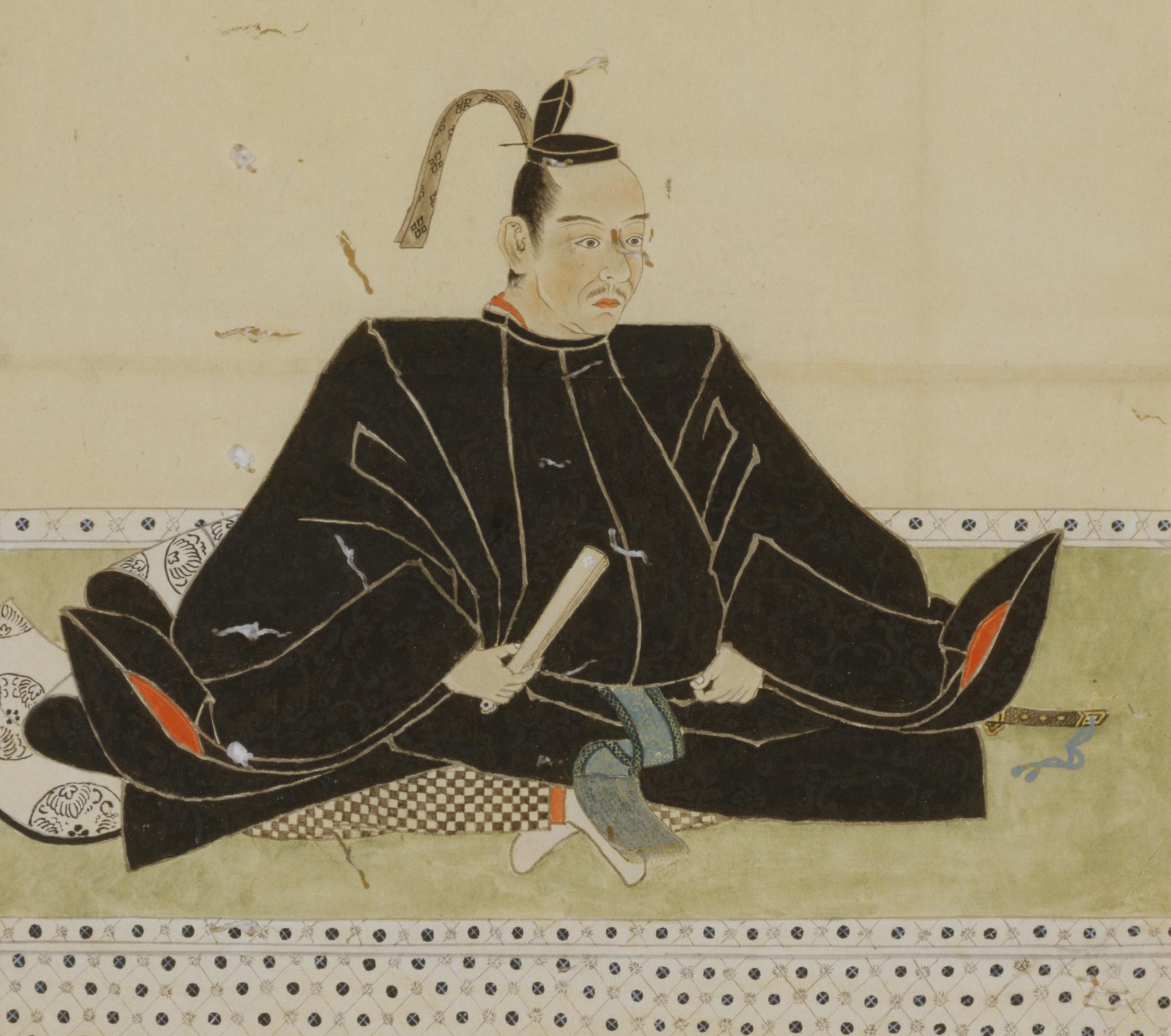
이코마 마사토시 초상화

이코마 마사토시(일본어: 生駒正俊, 1586년 ~ 1621년)는 아즈치모모야마 시대부터 에도 시대 초기까지의 무장, 다이묘. 사누키국 다카마쓰번의 제3대 번주. 2대 번주 이코마 가즈마사의 장남.
| 전임 이코마 가즈마사 | 제3대 다카마쓰번 번주 1610년 ~ 1621년 | 후임 이코마 다카토시 |